# Leksikografija
Leksikografija (grč. lexikón (biblíon) = rječnik + gráphein = pisati) je znanost koja se teorijski i praktično bavi izradom rječnika. Leksikografija se može promatrati kao grana jezikoslovlja ili kao grana informacijskih znanosti. Izrada rječnika uključuje popisivanje, opis i tumačenje rječničkog blaga jednoga ili više jezika. U širem smislu, leksikografija uz jezične rječnike obuhvaća i predmetne rječnike, odnosno enciklopedijska djela (enciklopedije, leksikoni i enciklopedijski rječnici). Enciklopedijskim djelima bavi se prvenstveno enciklopedika. Leksikografija također može označavati ukupnost leksikografskih djela koja se odnose na neki jezik (hrv. leksikografija, franc. leksikografija). Izrada leksikografskih djela u pravilu je vrlo dugotrajan i zahtjevan proces u kojem sudjeluje veći broj stručnjaka leksikografa.

## Vrste i struktura leksikografskih djela
Sva leksikografska djela dijele se na opća i specijalizirana. Opća leksikografska djela daju cjelovit prikaz nekog jezika ili ukupnog ljudskog znanja (opći objasnidbeni rječnik, opća enciklopedija), dok su strukovna ograničena na jedno područje unutar jezika ili ljudskog znanja (strukovni rječnik, tehnička enciklopedija). Rječnici se nadalje dijele na jednojezične, dvojezične i višejezične. Zatim slijede podjele po ostalim kriterijima, kao što su način redanja natuknica (abecedni, konceptualni), vremenski opseg (sinkronijski, dijakronijski), veličina (opširni, sažeti, džepni), i drugi (vidi članak Rječnik).
Leksikografsko djelo sastoji se od niza članaka. U naslovu svakoga članka stoji natuknica ili lema. Izradi samog leksikografskog djela prethodi izbor natuknica koje će u njega biti uvrštene, tj. izrada abecedarija. Abecedarij je vrlo važan jer određuje opseg i narav leksikografskog djela. U njemu je predviđena duljina svakog pojedinog članka, odnosno tip definicije. Definicija ili opis natuknice može biti iscrpan ili sažet, no poželjno je da se dosljedno primjenjuje jedan, unaprijed utvrđeni, obrazac. Pri opisu se koristi leksikografski metajezik koji uključuje kratice, simbole, konvencionalne grafičke oznake, itd. U izradi rječnika posebno su važni primjeri ili citati. Vješto odabrani primjeri mogu u tumačenju riječi biti jednako učinkoviti kao i sama značenjska i gramatička definicija. Osim toga, u opis se mogu uključiti homonimi, sinonimi, antonimi i drugi tipovi leksičkih odnosa koji preciziraju značenje i funkciju neke riječi. Ovisno o vrsti rječnika, određuje se udio neologizama i arhaizama u rječniku, te zastupljenost razgovornog i dijalektalnog jezika. Bez obzira na unaprijed utvrđena načela, ni jedan rječnik ne može izbjeći određena odstupanja od zamišljenog cilja. Pri izradi rječnika nužno dolazi do kolebanja između nedostižne iscrpnosti te praktičnih i materijalnih ograničenja, a opseg članaka može znatno varirati ovisno o autorovoj volji. Isto tako, granica između općeg leksika i leksika strukovnih i tehničkih jezika vrlo je fluidna i ne može se jasno odrediti. Jezik kao predmet leksikografije u stalnoj je mijeni i zato leksikografski rad mora neprestano počinjati iznova. 

## Tradicionalna i suvremena leksikografija
Načela tradicionalne leksikografije postavljena su u posljednja tri stoljeća u djelima velikih majstora poput Samuela Johnsona, Noe Webstera i Jamesa Murrayja. Oni su kao urednici rječnika prema vlastitim kriterijima birali natuknice i citate koji ulaze u rječnik. Takvi rječnici nazivaju se autorskim rječnicima. Odlikuje ih subjektivnost i idiosinkratičnost, a njihova vrijednost uvelike ovisi o leksikografskom umijeću tvorca rječnika. U tradicionalnim rječnicima citati su preuzeti isključivo iz književnih dijela odabranih uglednih autora. Njihov vokabular zato u velikom dijelu odgovara književnom jeziku. Tradicionalni rječnici bili su autoritativna djela čiji je cilj bio podučiti ljude kako se pravilno koristiti jezikom. Zbog svoga preskriptivnog karaktera sadržavali su samo one riječi i izraze koje su autori rječnika smatrali doličnima.  
Osamdesetih godina 20. st. primjenom računala u leksikografiji dolazi do velikih promjena u načinu izrade rječnika. Izbor rječničke građe više ne ovisi isključivo o autoru, već se građa odabire na temelju korpusa. Na taj je način reducirana subjektivnost u leksikografskom poslu. Korpusi se sastoje od tekstova iz različitih područja kao što su popularna književnost, publicistika, pa čak i razgovorni jezik. Riječi i citati odabiru se iz korpusa po čestotnom principu (ovisno o njihovoj učestalosti). Rječnici više nisu dostupni samo u papirnatom obliku već i u digitalnom, računalno pretraživom, obliku. Suvremena leksikografija ima deskriptivni karakter, ona ne propisuje kako se jezikom treba koristiti, već opisuje njegovu svakodnevnu upotrebu. 

## Hrvatska leksikografija
Prvi hrvatski rječnik bio je mali talijansko-hrvatski rječnik iz 1527. godine pod nazivom Novo djelo koje podučava govoriti slavenski jezik autora Petra Lupisa Valentijana. Međutim, pravi početak hrvatske leksikografije označava peterojezični rječnik Fausta Vrančića iz 1595. (Rječnik pet najuglednijih europskih jezika – latinskoga, talijanskoga, njemačkoga, hrvatskoga i mađarskoga). S tim je djelom hrvatska leksikografija zauzela ozbiljno mjesto u europskim okvirima. Od polovice 17. do početka 19. stoljeća tiskani su brojni rječnici koje ovdje nije moguće sve imenovati. Među ostalima, to su Blago jezika slovinskoga ili slovnik J. J. Mikalje, Dictionar ili reči slovenske J. Habdelića, Gazofilacij ili latinsko-ilirska riznica riječi I. Belostenca i Ričoslovnik iliričkoga, italijanskoga i nimačkoga jezika J. Voltića, koji je najopsežnije hrvatsko leksikografsko djelo prije Akademijina Rječnika. Mnogi rječnici iz tog razdoblja ostali su u rukopisu i zato nisu imali utjecaj na buduće naraštaje. Unatoč tome, ti rječnici važan su izvor podataka o stanju tadašnjeg hrvatskog jezika. Hrvatska leksikografija 19. stoljeća u znaku je političkih, kulturnih i jezičnih gibanja i proturječja tog doba. Srpski filolog Vuk Karadžić objavio je 1818. u Beču Srpski rječnik istolkovan njemačkim i latinskim riječima. Rječnik se temeljio na pučkoj rječničkoj građi sakupljenoj u Srbiji, ali i u Dalmaciji i Slavoniji. Također je sadržavao građu iz starijih hrvatskih rječnika. Na taj je način hrvatska građa objavljivana pod srpskim imenom. Karadžić je u svom radu izjednačio sve štokavske govore i proglasio ih jednim jezikom, a čakavski i kajkavski nije smatrao dijelom toga pretpostavljenog jezika. Na tim temeljima nastao je Rječnik hrvatskoga jezika I. Broza i F. Ivekovića te veliki povijesni Rječnik hrvatskoga ili srpskoga jezika Jugoslavenske akademije (Zagreb, 1880. – 1976.). Taj je rječnik trebao obuhvatiti cijelo srpsko i hrvatsko rječničko blago. Sa svojih 250 000 riječi, postao je jedan od najvažnijih rječnika koji pružaju iscrpan povijesni presjek hrvatskoga leksika s detaljnim opisom natuknica na svim jezičnim razinama te etimologijom. Tradicija Karadžića i njegovih nastavljača opečatila je sudbinu hrvatskog jezika i leksikografije gotovo do osamostaljenja 1991. godine. Ipak, valja istaknuti da je gotovo do Prvog svjetskog rata postojala i druga struja leksikografa koji su nastojali održati hrvatsku leksikografsku tradiciju, kao što su B. Šulek (Njemačko-hrvatski rječnik), V. Mažuranić (Prinosi za hrvatski pravno-povjestni rječnik) i D. Parčić (Rječnik slovinsko-talijanski). Polovicom 20. stoljeća nastao je bogati Rječnik stranih riječi B. Klaića koji je do današnjih dana doživio mnoga proširena i dopunjena izdanja. U tom razdoblju postala su brojnija izdanja dvojezičnih rječnika te se povećao broj zastupljenih jezika (francuski, ruski, poljski, itd.). Šezdesetih godina začeta je ideja o izradi Rječnika hrvatskosrpskoga književnog jezika koji je trebao nastati u suradnji Matice hrvatske i Matice srpske. Godine 1967. objavljena su samo dva hrvatska sveska nakon čega je Matica hrvatska prekinula s radom, a srpska je strana nastavila s izdavanjem do kraja. Taj je rječnik trebao pokazati jedinstvo hrvatskoga i srpskoga jezika, no kako je to jedinstvo bilo politički nametnuto, rječnik je završio kao kulturni promašaj. Godine 1985. počinje se objavljivati Benešićev Rječnik hrvatskoga književnog jezika od Preporoda do I. G. Kovačića (do sada je objavljeno dvanaest svezaka) koji predstavlja jedno od kapitalnih djela hrvatske leksikografije. Rječnik je štur u tumačenju značenja, no obiluje citatima iz hrvatske književnosti. Također su iznimno važna dva suvremena objasnidbena rječnika Anićev Rječnik hrvatskoga jezika i Šonjin Rječnik hrvatskoga jezika. U suvremeno vrijeme objavljeno je mnogo dvojezičnih i višejezičnih rječnika od kojih svakako treba spomenuti Bujasov Veliki hrvatsko-engleski rječnik. Suvremena hrvatska leksikografija obiluje i drugim vrstama rječnika. Ovdje se mogu navesti samo neki: Razlikovni rječnik srpskog i hrvatskog jezika, Enciklopedijski rječnik hrvatskoga jezika, Hrvatski čestotni rječnik, Etimologijski rječnik hrvatskoga i srpskoga jezika, itd

## Vanjske poveznice
- Leksikografija, članak V. Bogišića iz Leksikografskog zavoda Miroslav Krleža  Arhivirana inačica izvorne stranice od 11. veljače 2021. (Wayback Machine)
- Hrvatski rječnici, članak A. Gluhaka iz Matice hrvatske  Arhivirana inačica izvorne stranice od 12. veljače 2008. (Wayback Machine)